# Småcitronbi
Småcitronbi, Hylaeus brevicornis, är ett bi som är medlem av familjen korttungebin och släktet citronbin.

## Beskrivning
Småcitronbiet är ett litet bi med påtagligt runt huvud; hanen är 4 till 5 mm lång, honan är obetydligt större. Kroppen är nästan helt svart, de främsta undantagen är på huvudet: Antennernas undersida är gul, likaså ansiktets sidor, där markeringarna är större hos hanen. Hanen har dessutom clypeus och panna blekt beigefärgade. På övriga kroppen har benen smärre gula markeringar. Hanen kan även ha ett vitt hårband på sidorna av tergit 1.

## Ekologi
Småcitronbiet förekommer i flera olika habitat som skog, kärr, hedar, kalkängar och standterräng. Arten hämtar pollen från flera olika växtfamiljer, som flockblommiga växter, ärtväxter och rosväxter. Nektar hämtar den från bland annat björnbär (i vars stänglar den också gärna gräver ut sina larvbon), martorn, vild palsternacka, björnloka, vild morot, törelsläktet, timjan, miresläktet, blåmunkar, stånds, fibblor och tistlar.

## Utbredning
Utbredningsområdet omfattar större delen av Europa från Storbritannien och Iberiska halvön i väster genom Östeuropa, och från Norden i norr till Balkan i söder. Arten förekommer dessutom i Nordafrika, Mellanöstern, Kaukasus och Iran.
I Sverige är den förhållandevis vanlig i Götaland, Svealand, södra Norrlands inland upp till och med Härjedalen och Medelpad samt längs Norrlandskusten upp till Umeå. I Finland betraktas arten som väletablerad. Den har påträffats i den södra hälften av landet, men de flesta observationerna har gjorts längs sydkusten (inklusive Åland), och i den sydöstra delen av landet. I både Sverige och Finland har arten klassificerats som livskraftig.